# Natani Nunatak
Il Natani Nunatak è un nunatak, o picco roccioso isolato, situato 2,8 km a nord-nordest dell'estremità meridionale dello Snake Ridge, nel Patuxent Range, nei Monti Pensacola, in Antartide. 
Il nunatak è stato mappato dall'United States Geological Survey (USGS) sulla base di rilevazioni e foto aeree scattate dalla U.S. Navy nel periodo 1956-66.
La denominazione è stata assegnata dall'Advisory Committee on Antarctic Names (US-ACAN), in onore di Kirmach Natani, biologo presso la Base Amundsen-Scott nell'inverno del 1967.